# Dalmanites
Genre
Espèces de rang inférieur
- † D. caudatus (Bruennich, 1781), espèce type
- autres espèces : voir paragraphe #Espèces

Dalmanites est un genre fossile de trilobites de l'ordre des Phacopida. Ils ont vécu de l'Ordovicien moyen au Dévonien supérieur.

## Classification
Le genre Dalmanites est décrit en 1852 par le paléontologue français Joachim Barrande (1799-1883).

### Fossiles
Selon Paleobiology Database en 2024, le nombre de collections de fossiles référencées est de deux-cent-onze.
Ces fossiles sont du Dobrotivien de l'Ordovicien moyen au Frasnien du Dévonien supérieur, c'est-à-dire datés de 459 372.2Ma avant notre ère.

### Espèces
Selon Paleobiology Database en 2024, le nombre d'espèces référencées est de six espèces et une sous-espèce Dalmanites (Synphoria) sans espèces, donc un total de six espèces :
- † Dalmanites caudatus (Brünnich, 1781) (espèce type)
- † Dalmanites jupiterensis Twenhofel, 1928
- † Dalmanites meeki Walcott, 1884
- † Dalmanites oriens Barrande, 1852
- † Dalmanites socialis Barrande, 1852
- † Dalmanites townsendae Raymond, 1931 [1]

### Espèces à valider avec références
Les espèces suivantes restent à valider selon références :

- † D. halli (Weller, 1907)
- † D. limulurus (Green, 1832)
- † D. myops (Koenig, 1825)
- † D. nexilus Salter, 1864
- † D. obtusus (Lindstroem, 1885)
- † D. platycaudatus Weller, 1907
- † D. rutellum Campbell, 1967

### Espèces précédemment attribuées au genre Dalmanites
Certaines espèces autrefois incluses dans les Dalmanites ont maintenant été réaffectées à d'autres genres.
- D. lapeyrei = Zeliszkella torrubiae[2]
- D. maecurua = Amazonaspis maecurua[3]
- D. micheli = Phacopidina micheli[4]
- D. pleione = Bellacartwrightia pleione[5]
- D. torrubiae = Zeliszkella torrubiae[6]
- D. weaveri var. tenuimucronata = Bessazoon tenuimucronata[7]

## Description

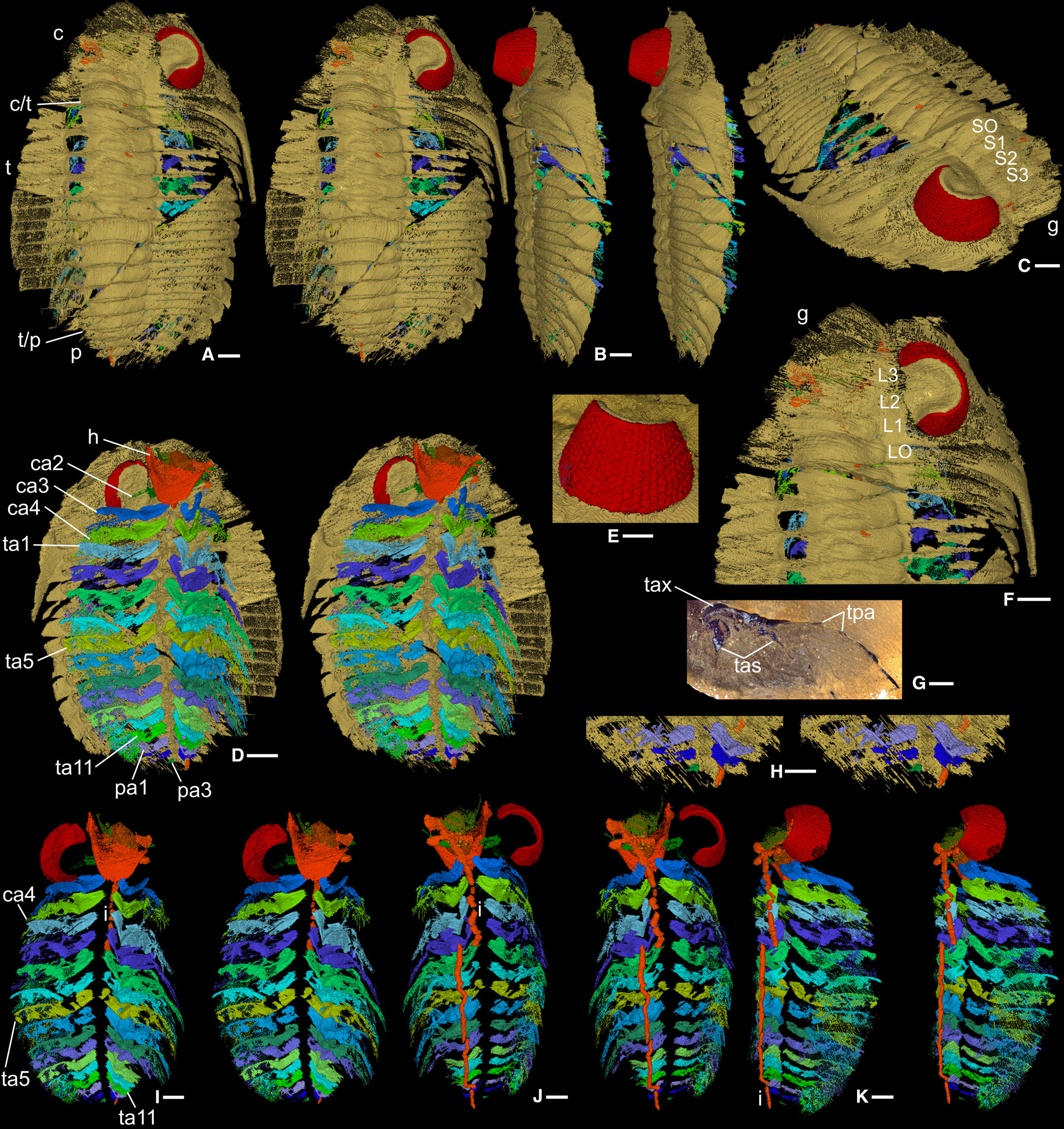
Spécimen aux membres conservés

Les trilobites de ce genre ont des exosquelettes légèrement convexes d'une longueur moyenne de 4 à 7 cm. Le céphalon est semi-circulaire ou parabolique. La glabelle (partie centrale de la tête) est souvent en forme de poire et se rétrécit vers l'extérieur vers l'avant. La glabelle contient également toujours trois paires de sillons glabellaires évidents. Les grands yeux en mosaïque (schizochroal) sont également proéminents.
Le thorax est composé de onze segments, avec le pygidium relativement grand avec un axe élancé de 11 à 16 anneaux et 6 ou 7 côtes pleurales. Le pygidium se termine par une pointe de queue frappante.
Dalmanites est un genre de trilobites avec un exosquelette moyen (environ 8 centimètres) modérément voûté avec un contour en forme d'œuf inversé (environ 1,5 × plus long que large). Son casque (ou céphalon) est semi-circulaire, avec des épines robustes (génales) s'étendant du côté du céphalon jusqu'à environ le 8ème segment du thorax. Le bord frontal du céphalon est semi-circulaire à parabolique et peut avoir une extension antérieure simple et courte. La suture faciale se situe à l’intérieur ou touche le sillon préglabellaire. Le lobe frontal de la zone centrale surélevée du céphalon (ou glabelle) est beaucoup plus large que les autres lobes. Le lobe frontal est voûté. L'œil est modéré à grand, environ la moitié de la longueur de la joue. Le « semble » visible depuis la face ventrale (ou doublure) est large et plat, et présente un sillon Antennal profond et large. Le « palais » (ou hypostome), également visible uniquement du côté ventral, est subtriangulaire (à peu près aussi long que large) et orné de trois denticules faibles sur son bord arrière. À l'avant, l'hypostome a des ailes faibles s'étendant latéralement. Le thorax est composé de 11 segments. Les extrémités des segments sont pointues et s'inclinent de plus en plus vers l'arrière, d'environ 30° pour le segment antérieur à légèrement vers l'intérieur pour le segment postérieur. Le bouclier arrière (ou pygidium) est grand, subtriangulaire et environ ⅔-¾× aussi long que large. L'axe est voûté et mesure ± 35 % de la largeur du pygidium et se compose de 12 à 15 anneaux. 9 à 10 sillons pleuraux profonds et larges ont un fond plat ou légèrement concave. Les sillons à l'intérieur de chaque côte pleurale (ou sillons interpleuraux) sont très étroits. La bande frontale de chaque côte pleurale est plus voûtée et plus large que la bande arrière. Les sillons pleuraux atteignent presque le bord. La terminaison pygidiale (ou mucro) est voûtée et plus ou moins pointue en épine, qui peut différer selon les espèces. L'ensemble de l'exosquelette est recouvert de granules fins et grossiers. Un spécimen d'une espèce indéterminée avec des tissus mous préservés est connu de la formation Coalbrookdale d'âge silurien en Angleterre. Les antennes ne sont pas conservées, bien que des paires de membres birames soient préservées, trois sont présentes sur le céphalon, 11 sur le thorax et au moins 3 sur le pygidium. Les paires thoraciques deviennent plus petites en arrière. Les exopodes des membres portent des structures filamenteuses qui semblent reliées les unes aux autres par une membrane.